# Шейнфлуг, Ладислав
Ладислав «Лес» Шейнфлуг (нем. Ladislav «Les» Scheinflug; 1 октября 1938, Бюккебург, Германия) — немецкий и австралийский футболист и тренер. 

## Биография
В 1950-е годы будущий футболист вместе со своими родителями переехал жить в Австралию. На «зеленом континенте» Шейнфлуг провел всю свою футбольную карьеру. Дольше всего он выступал за клуб «Сидней Прага». Футболист вызывался в сборную Австралии, за которую он провел шесть матчей и забил четыре мяча.
Еще во время игровой карьеры Шейнфлуг начал тренировать. В 1974 году он помогал югославу Рале Растичу в сборной Австралии на Чемпионате мира по футболу 1974 года в ФРГ. Позднее вместе с клубом «Маркони Стэллионс» он становился чемпионом местной Национальной футбольной лиги и признавался лучшим футбольным тренером года.
С 1981 по 1984 годы Шейнфлуг самостоятельно руководил Австралией. В девяностые годы наставник трижды исполнял обязанности главного тренера национальной команды. В 2002 году возглавлял сборную Фиджи.

## Достижения

### Футболиста
- Победитель регулярного чемпионата Австралии (NSW State League) (4): 1959, 1960, 1961, 1963.

### Тренера
- Победитель Национальной футбольной лиги (NSL) (1): 1979.
- Обладатель Кубка Австралии (1): 1980.
- Лучший тренер NSL (1): 1979.